# Heinrich Gennes

Heinrich Gennes, 1890

Heinrich Gennes (* 14. Juni 1871 in Baumholder; † 7. September 1916 in St. Blasien) war ein deutscher Verwaltungsjurist und Kreisrat des Kreises Offenbach.

## Familie
Seine Eltern waren der Notar Heinrich Gennes und dessen Frau Margarethe, geborene Maus.
Heinrich Gennes heiratete 1902 Johanne Heyne (1876–1951), Tochter des Fabrikanten und Kommerzienrats Ernst Heyne in Offenbach am Main. Sein Bruder Otto Gennes war von 1913 bis 1933 Generalanwalt und Vorstand des Reichsverbandes der Deutschen Landwirtschaftlichen Genossenschaften und damit Nachfolger von Wilhelm Haas, der bis 1900 ebenfalls Kreisrat des Kreises Offenbach war.

## Karriere
Gennes studierte ab dem Sommersemester 1890 Rechtswissenschaft in Gießen, wo er Mitglied des Corps Teutonia wurde.
Er war ab 1896 Regierungsassessor, ab 1898 Amtmann des Kreises Lauterbach. 1900 wechselte er in gleicher Stellung zum Kreis Offenbach und 1905 zum Kreis Mainz. 1907 wurde er zum Regierungsrat befördert, 1911 zum  Vorstand des Polizeiamts Darmstadt ernannt. Zum 1. Februar 1915 bis zu seinem Tod war er Kreisrat des Kreises Offenbach.

## Ehrungen
- 1897 Russischer Sankt-Stanislaus-Orden III. Klasse[7]